# Ilomantis thalassina
Ilomantis thalassina – gatunek modliszki z rodziny Nanomantidae, występujący na Madagaskarze.